# Жигулёва, Антонина Михайловна
Антонина Михайловна Жигулёва (15 марта 1918 — 13 июля 2001) — передовик советского сельского хозяйства, доярка совхоза имени 10-летия Удмуртской АССР Малопургинского района Удмуртской АССР, Герой Социалистического Труда (1966).

## Биография
Родилась в 1918 году в деревне Отуниха, Сарапульского района республики Удмуртия в крестьянской русской семье.
С 1929 по 1939 годы жила вместе с родителями в Фокинском районе Свердловской области. Там, окончив обучение в 4 классе школы трудоустроилась в местный колхоз. В 1936 года вся семья переехала в Удмуртию. С 1936 по 1939 годы сезонно работала в совхозе "Комсомольский", затем стала постоянно трудиться на ферме.
С 1939 по 1973 годы работала дояркой совхоза имени 10-летия Удмуртской АССР. За 25 лет трудового стажа надоила 1 320 000 килограммов молока. В 1952 году её признали лучшей дояркой республики. Постоянная участница выставки достижений народного хозяйства.
Указом Президиума Верховного Совета СССР от 22 марта 1966 года за достижение высоких показателей в сельском хозяйстве и рекордные надои молока Антонине Михайловне Жигулёвой было присвоено звание Героя Социалистического Труда с вручением ордена Ленина и медали «Серп и Молот».
С 1973 года на пенсии.
Проживала в селе Яган-Докья. Умерла 13 июля 2001 года.

## Награды
За трудовые успехи была удостоена:
- золотая звезда «Серп и Молот» (22.03.1966)
- орден Ленина (22.03.1966)
- Медаль «За доблестный труд в Великой Отечественной войне 1941—1945 гг.»
- другие медали.